# Église Saint-Martin de Chevennes
L'église Saint-Martin de Chevennes est une église située à Chevennes, en France.

## Description
L'Église du Saint-Sépulcre fut construite au milieu du XVIIIe siècle et réhabilitée au début des années 2000. Le clocher a été automatisé à la même époque.
Un restaurant du début du XIXe siècle, qui fut transformée au début du XXe siècle en ferme d'élevage, puis en maison d'habitation, se trouve au centre du village.

## Localisation
L'église est située sur la commune de Chevennes, dans le département de l'Aisne.

## Historique

### Galerie

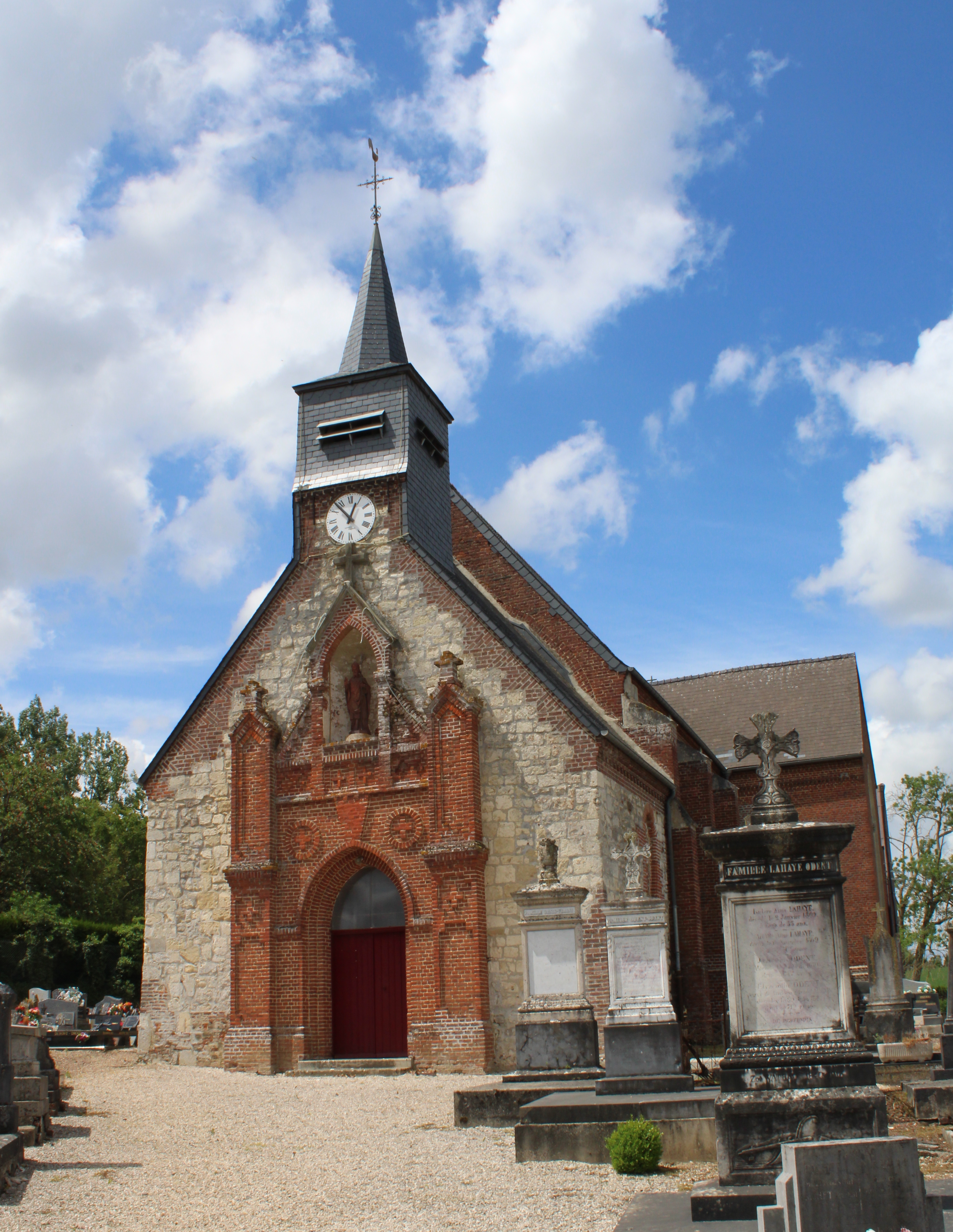
Façade de l'église.
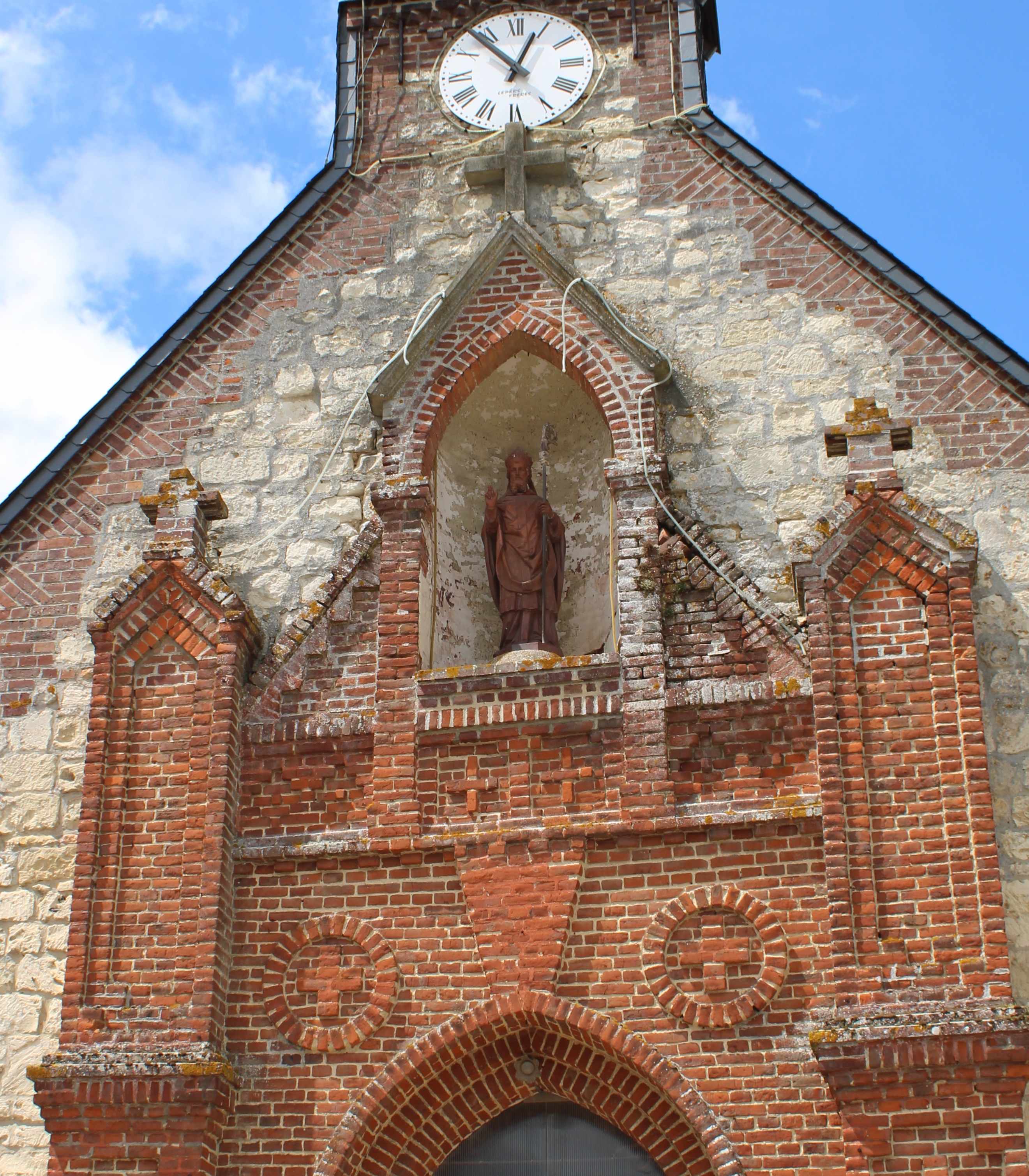
Détail de la façade en briques.
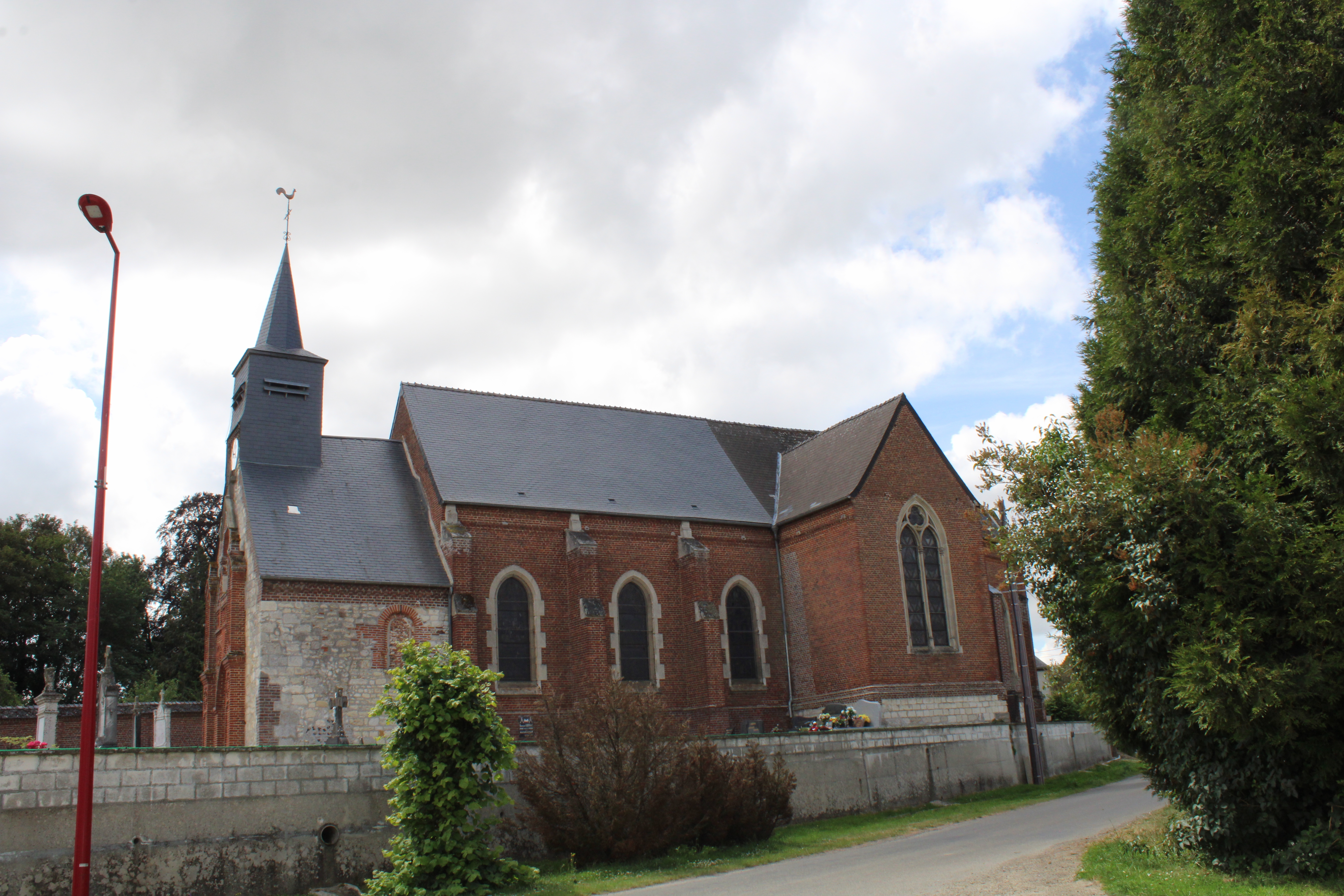
Vue latérale.
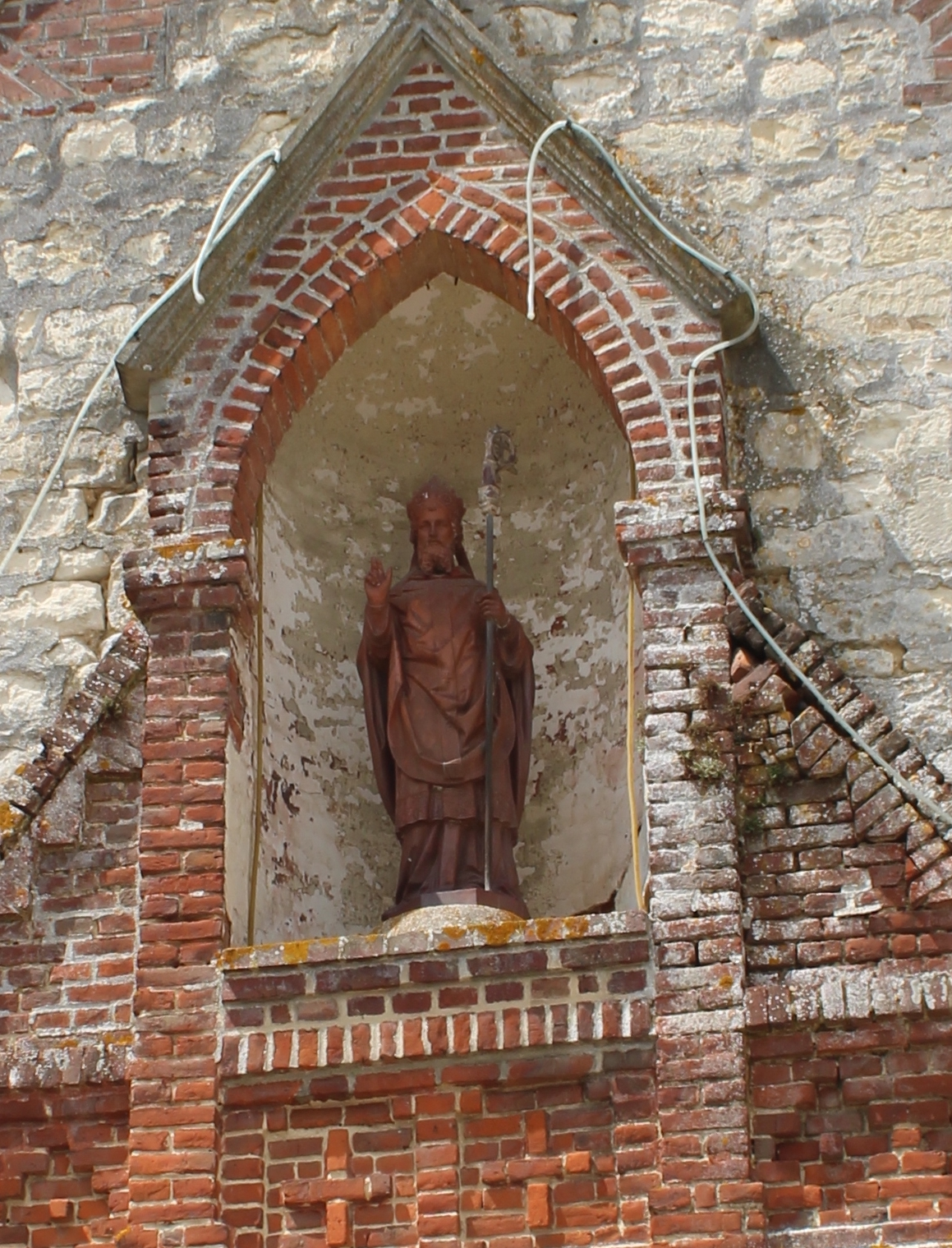
Détail de la façade.